# 애프터쇼크 (2012년 영화)
《애프터쇼크》(영어: Aftershock)는 2012년 공개된 재난 공포 영화이다.

## 출연진
- 일라이 로스
- 오슈바르트 언드레어
- 아리엘 레비
- 나타샤 야로벤코
- 니콜라스 마르티네스
- 로렌사 이소
- 마르시알 타글레
- 라몬 야오
- 이그나시아 아야만드
- 파스 바스쿠냔
- 마티아스 로페스
- 파트리시오 스트라호프스키
- 알바로 로페스
- 다야나 아미고
- 에두아르도 도밍게스
- 가브리엘라 에르난데스
- 에드가르도 브루나
- 설리나 고메즈
- 크리스티나 파스쿠알

## 기타 제작진
- 라인 제작(미국): 하워드 영
- 배역: 켈리 와그너, 도미니카 포세렌
- 미술: 마리치 팔라시오스
- 의상: 엘리사 오르마사발
- 시각 효과: 이스마엘 카브레라, 로드리고 로하스 에차이스
- 제작 관리: 안드레이 쿠투

## 시청 등급
- 대한민국: 청소년 관람불가

## 같이 보기
- 대지진 (1974년 영화)
- 2010년 칠레 지진